# Лайбінь
Лайбінь (кит. спр. 来宾市, піньїнь: Láibīn Shì) — місто-округ в Гуансі-Чжуанському автономному районі.

## Географія
Лайбінь розташовується у центрі провінції.

### Клімат
Місто знаходиться у зоні, котра характеризується вологим субтропічним кліматом. Найтепліший місяць — липень із середньою температурою 29.2 °C (84.6 °F). Найхолодніший місяць — січень, із середньою температурою 11.9 °С (53.4 °F).
| Клімат Лайбіня          | Клімат Лайбіня | Клімат Лайбіня | Клімат Лайбіня | Клімат Лайбіня | Клімат Лайбіня | Клімат Лайбіня | Клімат Лайбіня | Клімат Лайбіня | Клімат Лайбіня | Клімат Лайбіня | Клімат Лайбіня | Клімат Лайбіня | Клімат Лайбіня |
| Показник                | Січ.           | Лют.           | Бер.           | Квіт.          | Трав.          | Черв.          | Лип.           | Серп.          | Вер.           | Жовт.          | Лист.          | Груд.          | Рік            |
| Середній максимум, °C   | 15             | 15,3           | 19,2           | 24,1           | 28,7           | 30,5           | 32,2           | 31,9           | 30,8           | 27             | 21,8           | 17,6           | 24,5           |
| Середня температура, °C | 11,9           | 12,9           | 16,7           | 21,5           | 25,8           | 27,8           | 29,2           | 28,8           | 27,4           | 23,5           | 18,3           | 13,9           | 21,5           |
| Середній мінімум, °C    | 7,6            | 9,1            | 12,7           | 17,3           | 21,3           | 23,3           | 24,4           | 23,9           | 22,3           | 18,4           | 13,2           | 9,1            | 16,9           |
| Норма опадів, мм        | 43.5           | 57.7           | 79.6           | 154.8          | 234.7          | 245.9          | 199.2          | 212.8          | 99.1           | 78.7           | 57.4           | 37.1           | 1500.5         |
| Днів з опадами          | 12,6           | 12,7           | 15,5           | 17,9           | 17,6           | 17,7           | 16,6           | 17,1           | 11,2           | 10,9           | 11             | 11             | 171,8          |
| Вологість повітря, %    | 74.7           | 79.1           | 80.7           | 81.3           | 79.1           | 79.4           | 77.5           | 79.2           | 74.2           | 73.1           | 73.8           | 73.1           | 77.1           |
| ----------------------- | -------------- | -------------- | -------------- | -------------- | -------------- | -------------- | -------------- | -------------- | -------------- | -------------- | -------------- | -------------- | -------------- |
| Джерело: Weatherbase    |                |                |                |                |                |                |                |                |                |                |                |                |                |

## Адміністративний поділ
Міський округ поділяється на 1 район, 1 місто і 4 повіти (один з них є автономним):
| Карта                                                | Карта      | Карта          | Карта            |
| ---------------------------------------------------- | ---------- | -------------- | ---------------- |
| Сіньчен ① Сінбінь Сянчжоу Усюань Цзіньсю-Яо ① Хешань |            |                |                  |
| Статус                                               | Назва      | Оригінал       | Населення (2020) |
| Район                                                | Сінбінь    | 兴宾区         | 925 377          |
| Місто                                                | Хешань     | 合山市         | 98 938           |
| Повіт                                                | Сіньчен    | 忻城县         | 297 825          |
| Повіт                                                | Сянчжоу    | 象州县         | 281 846          |
| Повіт                                                | Усюань     | 武宣县         | 340 312          |
| Автономний повіт                                     | Цзіньсю-Яо | 金秀瑶族自治县 | 130 313          |